# 中国哈尔滨国际冰雪节
中国哈尔滨国际冰雪节，简称冰雪节，是一年一度在中國黑龍江哈爾濱舉辦的冬季慶典，是目前世界上規模最大的冰雪節，參與此節日活動的人，一開始是以中國人為主，爾後漸漸演變成國際性的節日和比賽地點。這個節慶擁有世界上最大的冰雕。节日的开始时间是每年1月5日，根据天气状况和活动安排，持续时间一个月左右，若氣候條件許可，活動時間也會延長至五、六十天。
- 太陽島是個休閒區，隔著松花江與市區相對，設有一個巨大的雪雕展覽會。
- 冰雪大世界下午和夜間開放，使用松花江中开采的的厚冰塊，打造出實體大小的建築物並在夜间有灯光裝飾。除了世界上首屈一指的大型冰建筑，冰雪大世界也有大型雪雕、冰雕和冰滑梯等游艺设施。

冰雪节正式创立于1985年，前身是1963年起每年在哈尔滨市冬季舉辦的冰灯游园会，文革期間冰灯游园会一度中斷。1985年恢復後起初名称为“哈尔滨冰雪节”，2001年，冰雪节与黑龙江国际滑雪节合并，正式更名为“中国哈尔滨国际冰雪节”。中国哈尔滨国际冰雪节与日本札幌雪祭、加拿大魁北克冬季狂欢节和挪威滑雪节并称世界四大冰雪节。
在節日期間，在市區裡的公園裡都會舉辦冰燈展覽活動。在節慶裡會出現的冬季活動包括亞布力高山滑雪、松花江冬季游泳及兆麟園的冰燈展覽。哈爾濱位於中國東北方，會受到西伯利亞寒冷的冬季季風。夏季平均氣溫為21.2℃ (70.2℉)，冬季為-16.8℃ (1.8℉)。每年最低溫低於-25℃ (-1℉) 很常見。

## 主要活动
中国哈尔滨国际冰雪节内容丰富，形式多样。其中规模较大，比较重要的活动有冰雪大世界、太阳岛国际雪雕艺术博览会和兆麟公园冰灯艺术博览会，除此之外还有尚志公园彩灯大世界，冬泳比赛，冰球赛，雪地足球赛，速度滑冰比赛，高山滑雪比赛，各种级别和规模的冰雕、雪雕比赛，冰雪摄影展，图书展，冰雪电影艺术节，冰上婚礼等活动。
- 2010年冰雪大世界 入口
- 2010年冰雪大世界
- 2010年冰雪大世界
- 2010年冰雪大世界
- 2010年冰雪大世界
- 2010年冰雪大世界
- 2010年冰雪大世界
- 2010年冰雪大世界